# Nāḩiyat ‘Ayn Shiqāq
Nāḩiyat ‘Ayn Shiqāq (arabiska: ناحية عين شقاق) är ett subdistrikt i Syrien.   Det ligger i provinsen Latakia, i den västra delen av landet, 210 km norr om huvudstaden Damaskus.
Trakten runt Nāḩiyat ‘Ayn Shiqāq består till största delen av jordbruksmark. Runt Nāḩiyat ‘Ayn Shiqāq är det tätbefolkat, med 493 invånare per kvadratkilometer.